# 岸辺のアルバム
『岸辺のアルバム』（きしべのアルバム）は、1977年6月24日から9月30日まで放送されたTBS系のテレビドラマ。原作・脚本は山田太一、プロデューサーは堀川敦厚。第15回ギャラクシー賞、ギャラクシー賞30周年記念賞受賞作品。
原作小説は、1976年から1977年まで東京新聞と中日新聞・北海道新聞・西日本新聞に連載された。
倦怠期を迎えた夫婦の危機と子供たちが大人になる過程での苦悩、家族が崩壊していく様が描かれ、最後に水害により家が崩壊する。全15話。

## 概要
1974年の多摩川水害が背景にある。この水害で多摩川の堤防が決壊して19棟の家屋が崩壊・流出したが、家を失ったことのほかに家族のアルバムを失ったことが大変ショックであったという被災者の話を脚本の山田太一が聞き、そこから作品の構想が生まれた。ラストの水害で家が流されるシーンは、実際の報道映像が使用されている。
主演の八千草薫は、和泉多摩川駅の向かいのホームに佇む美しさに惹かれたといって電話をかけてきた竹脇無我と家族に隠れて不倫する主婦を演じ、それまでの良妻賢母的なイメージを打ち破り、新たな役どころを開拓。関川夏央は「貞淑を絵にかいたような八千草とラブホテルの組み合わせは衝撃的だった」と評する。小説では39歳だったが、脚本では42歳に直されている。八千草の実年齢は46歳だった。八千草はテレビ大賞主演女優賞を受賞。また、この作品でデビューした国広富之はゴールデン・アロー賞放送新人賞等を受賞した。
当時の平均視聴率は14.1%（ビデオリサーチ調べ、関東地区）とそれほどでもなかったが、その後評価が高まり、テレビドラマ史に残る名作という評価が定着している。山田は「脚本家を志す学生から『早春スケッチブック』と並んでこの作品が最も質問を受ける」と著書で語っている。
このドラマは、前述のように実際に東京都狛江市で起こった水害を題材に、平凡な中流家庭の崩壊を描いた作品である。それまでの「家族で食卓を囲んで最後はハッピーエンド」というホームドラマの殻を打ち破り、辛口ホームドラマというジャンルを確立した点で、革命的な作品であり、日本のテレビドラマ界に与えた衝撃は大きかった。
それまでの予定調和のホームドラマの世界においては挑戦作であったが、山田自身は1975年3月30日に放送された日曜劇場「秘密」（HBC制作、出演：中村玉緒・三浦友和、演出：甫喜本宏、プロデューサー：守分寿男）にて「不倫」を取り上げていた。一見平和そうな家庭の裏に隠された妻の孤独を描いたものである。「岸辺のアルバム」はこの「秘密」が原型といっても過言ではない。
そのストーリーと共に特筆すべきは、オープニングの映像である。平穏に見える川がある日突然濁流に変わり平凡な家庭を飲み込んでいくという、この作品のテーマを見事に象徴している。特にジャニス・イアンの甘く気だるい歌声と、マイホームが濁流に飲み込まれていく実際のニュース映像が鮮烈に印象に残る。このオープニングの趣向は、堀川敦厚プロデューサーのアイディアによる。
『岸辺のアルバム』というタイトルも含蓄がある。途中の回で、それぞれに秘密を抱える主人公の家族が偽りの笑顔をつくって多摩川の岸辺で家族写真を撮るシーンがあり、アルバムは偽りの家族平和の象徴である。夫の秘密は東南アジアから風俗業の女性を「輸入」していること、妻のそれは不倫、姉のは白人留学生にレイプされたこと、弟のは両親と姉の秘密を知ってしまったことである。最終回で家を失う家族が必死で持ち出したものはアルバムであることから『岸辺のアルバム』は家族写真が大事だと訴えていると評されたこともあったが、脚本の山田はそのような見方を否定している。
当初、主演の田島則子役には岸恵子を予定していたが、プロデューサー堀川敦厚の反対により八千草薫が起用された。また北川徹と堀先生の配役は、当初は逆（津川雅彦が北川、竹脇が堀）であった。

## あらすじ
専業主婦の田島則子は夫の謙作、大学生の長女律子、高校生の長男繁の4人暮らし。則子が1人でいる昼間に無言電話が立て続けにかかってくるようになる。則子が𠮟りつけると、電話の主である男は「人妻の70%は浮気している」「駅のホームで見かけてから話がしたいと思っていた」と語り始める。やがて則子は男との会話を楽しむようになり、喫茶店で待ち合わせて電話の男北川徹と対面する。繁は友人から則子が男と歩いていたと聞かされ動揺する。則子は毎週金曜日の午後2時に北川と喫茶店で密会する。
則子はついに北川とホテルに行き、一線を越えてしまう。時を同じくして、繁はハンバーガー店の雅江に誘惑され、律子は帰国子女の丘敏子の家に入り浸る。謙作は部下の秋山絢子に思いをよせられる。家族が家に寄りつかなくなり、則子は解放された気分になる。だがある日、繁はホテルに入る則子を目撃する。繁は則子の外出が気になり毎日学校から家に電話する。則子は北川と会うのをやめ、繁は安堵する。
律子は敏子に紹介された留学生のチャーリーと交際していたが、チャーリーに騙され別の留学生にレイプされる。そのことを打ち明けられた繁は一人苦悩する。
繁は大学受験に失敗し浪人生となる。繁は絢子から謙作が東南アジア女性の人身売買に関わっていると聞かされる。則子は偶然北川と再会するが、今度こそときっぱり別れる。繁は北川と直談判するが別れたと言われる。
繁は家族が信じられなくなり、雅江に会いに行く。雅江は田島家が住んでいる家は雅江一家が住むはずだったが、父親の工場が倒産して買えなくなり、復讐のため繁を受験に失敗させようと近づいたと告白する。雅江の母親は2年前不倫して家を出ており、父親は働かず閉じこもっていた。
繁は荒れて部屋にこもり、家族は心配する。繁は謙作に則子が浮気していると打ち明けるが、謙作は相手にせず、アルバム用の家族写真を撮影する。ついに繁は家族の秘密を暴露して謙作を殴り家を飛び出す。謙作はようやく律子と則子を問いただすが、終わったことと言われるとそれ以上踏み込まず仕事に逃げる。
繁は雅江に紹介されたラーメン屋で住み込みで働きだす。謙作は部下の絢子に浮気を持ち掛けるが、魅力がなくなったと断られる。絢子は部下の中田敏雄と婚約。泥酔した謙作は坐骨神経痛で倒れ、しばらく自宅療養となる。友人から話を聞いた繁は自宅に戻るが謙作は中途半端にするなと追い返す。律子は大人しく家事を手伝っていたが、37歳の堀を結婚相手として紹介し、謙作を激怒させたあと、山中湖に住み込みのアルバイトに行ってしまう。
8月31日深夜、多摩川に大雨が降り、小堤防が決壊。謙作と則子は荷物を二階に移す。翌日の9月1日、雨はやみ夫婦は安堵するが、再び雨が降り始める。繁と雅江が田島家に大堤防が決壊して避難命令が出たと知らせに来て荷物を運び出し、則子と謙作と揃って中学校に避難する。
謙作は雅江を連れてきた繁に文句を言う。避難所に山中湖から帰った律子も合流。避難所に来た謙作の同僚は会社が倒産寸前と知らせる。避難住民と役所の話し合いは紛糾。謙作は則子を連れて避難所を出て貴重品を取りに行きたいと交渉。5分以内という条件で帰宅する。謙作は鍵をかけこの家に残る、これだけが成果だと叫ぶ。則子は子供のことを私のせいにしたいのか、あなたは逃げていたと口論になる。ついに本堤防が決壊。謙作と則子は現場を見守る。繁と律子も駆けつける。則子はアルバムを取りに行きたいと頼む。一家は揺れる家からアルバムを持ち出し、それぞれが家にさよならを告げて避難する。4人が見守るなか、家が濁流に流される。
翌日から避難所に救援物資が届き、堤防爆破でようやく濁流も収まる。一家は福祉会館に移る。堀や雅江も見舞いにくる。河川敷を見に行った一家は流された家の屋根を見つける。屋根にのぼった一家。謙作は希望退職に応じて新しい道を探すと打ち明ける。一家はお金を出し合い中華料理を食べにいく。謙作はもう一度堀に会うと決め、繁に仕事に戻れと言う。笑顔で川沿いを歩く4人。これは3年前の田島家であり、その後は想像に任せる。

## 出演
- 田島則子：八千草薫
- 田島律子：中田喜子
- 田島繁：国広富之
- 篠崎雅江：風吹ジュン（第一回 - 第四回・第六回・第八回・第九回・第十一回 - 最終回）
- 沖田信彦：新井康弘（第一回 - 第四回・第六回 - 第九回・第十二回 - 第十四回）
- 丘敏子：山口いづみ（第三回・第四回・第六回）
- 宮部：山本廉（第四回・第九回・第十二回 - 最終回）
- チャールズ・スタイナー：ジョン・ホーランド（第六回 - 第九回）
- 哀愁の同僚[注釈 1]：高原美由紀（第六回・第八回・第十一回・第十二回）
- スナックのママ[注釈 2]：関悦子（第三回・第八回・第十回 - 第十二回）
- 北川徹[注釈 3]：竹脇無我（特別出演）（第一回 - 第十二回・最終回）
- 秋山絢子：沢田雅美（第一回・第三回・第四回・第六回・第九回 - 第十三回・最終回）
- 川田時枝：原知佐子（第二回 - 第五回）
- 中田敏雄：村野武範（第一回・第二回・第四回・第五回・第七回・第九回・第十一回 - 第十三回・最終回）
- 堀先生：津川雅彦（第一回・第三回・第六回 - 第十回・第十二回・第十四回・最終回）
- 田島謙作：杉浦直樹

### ゲスト
第一回
- ガラス屋：小鹿番
- 多紋英子：本山可久子（第九回）
- 翻訳研究会チューター：タスティング・アムノン
- 河原の男：青森伸、伊藤豪
- 翻研の青年：みやけみつる
- 学生たち：茂木ひろみ、阿部知子、高橋園美、佐野多津子、風間文野、川端恵子、飯沼ふみえ、本多和子、小林淳一、箙幸一、盛岡正剛、高橋信男

第二回
- フィリッポのマスター：日野道夫（第三回）
- 若い夫：木村栄二
- 若い妻：谷口久美子
- テレビの万才：コントXマン

第三回
- 山本夫人：水沢摩耶
- バーテン：倉富勝士
- 丘家の女中：三沢もとこ
- 運転手：佐々木隆

第四回
- 緒方常務：草薙幸二郎
- ウェイトレス：三神京子
- 商社員：清水昇（第十三回）、木下陽夫、伊庭隆、山田登是（第十三回）
- 重役：川部修詩

第五回
- 川田祐作：園田裕久
- 二宮：保積春大
- 堀越節夫：市原清彦
- スナックのマスター：阿部徳昭
- 時枝の弟：松田茂樹
- スナックの女客：六角なお
- 近所の旦那：山中康司
- 北川に似た男：丸山進
- 喫茶店の客：森浦初枝、尾崎英二

第六回
- 隣りの主婦：西朱実
- 客の母親：山科志子
- スナックの女の子：早乙女まり
- フロントの男：岸野一彦

第七回
- ホテルの支配人：睦五朗
- タクシーの運転手：三川雄三
- ホテルの若い男：国井正広
- 路地のおばさん：深江はるみ

第八回
- デェイヴ・アベルスン：リチャード・ヤボンスキー（第九回）
- 外人：フレデリック・ヘネシー、ジョン・ロバートソン

第九回
- 北川の妻：水原英子（第十二回）
- ハンバーガー店マネージャー：松島真一
- スーパーのレジ：足立登美子
- 北川の娘：池田恭子（第十二回）
- アパートの女の声：門馬勝美
- 外人の男女：ティム・ゴーハム、キャサリン・オリリー、ギ・ラドギ、モニカ・スマゴン

第十回
- 土井医師：草野大悟
- 徳永夫人：新村礼子
- 主婦たち：小林砂子、木村恵美子、佐々木玲子

第十一回
- 雅江の父：山本麟一
- バーテン：佐野哲也
- レジの女：大野富久代
- 出前の男：小松のりゆき
- ウェイトレス：市田章子、本多和子
- 東南アジアの女性たち：高木マヤ、泉夕子、佐藤恵美子、近藤登美子、高橋京子、桜井順子、石川広子
- 女店員：高橋園美

第十二回
- ある会社社長：山本武
- アパートの主婦：加川三起
- 男の子：青柳武志

第十三回
- ラーメン屋店主：中井啓輔（第十四回）
- 駅員：真田五郎
- ラーメン屋店員：三沢憲治（第十四回）
- 部長：伊藤正博
- ラーメン屋の客：山下和行、星一、石黒正男、野口真

最終回
- 市の係員：奥野匡、近藤典弘
- 若い警官：桐原史雄
- 近所の主人：和田周
- 市民：今村原兵
- 中年の警官：平松慎吾
- 上司の警官：久保晶
- 消防隊員：中島秀生
- 市民：山根久幸、田村元治、内田尋子
- 新聞記者：松島真一
- キャメラマン：山田兼司、伊藤健
- 機動隊員：海原俊介、吉田太門

## スタッフ
- 原作・脚本：山田太一
- 製作：大山勝美
- プロデューサー：堀川敦厚
- 演出：鴨下信一、佐藤虔一、片島謙二、堀川敦厚
- 音楽：小川よしあき
- 製作著作：TBS

## 主題歌
- 「ウィル・ユー・ダンス」ジャニス・イアン

## 放送日程
| サブタイトル | 放送日        | 演出     | 視聴率 |
| ------------ | ------------- | -------- | ------ |
| 第一回       | 1977年6月24日 | 鴨下信一 | 14.2%  |
| 第二回       | 1977年7月1日  | 鴨下信一 | 8.7%   |
| 第三回       | 1977年7月8日  | 佐藤虔一 | 12.7%  |
| 第四回       | 1977年7月15日 | 片島謙二 | 12.7%  |
| 第五回       | 1977年7月22日 | 鴨下信一 | 14.2%  |
| 第六回       | 1977年7月29日 | 鴨下信一 | 15.1%  |
| 第七回       | 1977年8月5日  | 片島謙二 | 14.0%  |
| 第八回       | 1977年8月12日 | 鴨下信一 | 14.1%  |
| 第九回       | 1977年8月19日 | 鴨下信一 | 14.8%  |
| 第十回       | 1977年8月26日 | 片島謙二 | 15.2%  |
| 第十一回     | 1977年9月2日  | 鴨下信一 | 17.2%  |
| 第十二回     | 1977年9月9日  | 堀川敦厚 | 18.7%  |
| 第十三回     | 1977年9月16日 | 片島謙二 | 16.8%  |
| 第十四回     | 1977年9月23日 | 片島謙二 | 16.8%  |
| 最終回       | 1977年9月30日 | 鴨下信一 | 20.0%  |

## 小説
- 単行本
  - 東京新聞出版局（中日新聞東京本社）（1977年5月）
- 文庫
  - 角川書店（1982年6月）
  - 光文社（2006年4月）

## 漫画
吉田まゆみによって現代版にアレンジしたコミカライズが『BE・LOVE』（講談社）2008年第20号から2009年9号に連載された。単行本は同社より全2巻が刊行。